# Rober Malkin
Robert Malkin es un ingeniero biomédico de Estados Unidos. Malkin es profesor de ingeniería biomédica en la Universidad de Duke.  Es conocido por su trabajo desarrollando equipo médico para países en vías de desarrollo por lo que fue nombrado uno de los héroes de la ingeniería por la IEEE en el 2015.  
Nació en Cleveland, Ohio, Malkin tiene un doctorado de la Universidad de Duke y una licenciatura en la Universidad de Míchigan.  Malkin es miembro del American Institute for Medical and Biological Engineering y asesor experto de los comités de tecnología sanitaria de la World Health Organization.
Malkin fundó Engineering World Health, una institución sin fines de lucro que entrega equipo médico y contribuye con conocimientos técnicos a países en vías de desarrollo. También fundó The Global Public Service Academies organización que coloca estudiantes en hospitales y clínicas en países en vías de desarrollo. Trabajando en la Universidad de Duke, Malkin ayudó a poner en marcha varios esfuerzos para la elaboración y distribución de dispositivos médicos para países en vías de desarrollo que incluyen the bili light, una compañía llamada PhotoGenesis Medical y un proyecto de colposcopía en Family Health Ministries.  El Dr. Malkin ha publicado artículos y libros sobre la instrumentación médica en países en vías de desarrollo (2006) y ha publicado trabajos  en el campo de desfibrilación cardíaca.  